# Tista (mangá)
Tista (ティスタ, Tisuta), estilizado como TISTA, é um mangá japonês escrito e ilustrado por Tatsuya Endo. Foi publicado na revista Jump Square da Shueisha entre 2007 e 2008. Tista é uma das obras que introduziram Endo ao público, antes de seu sucesso global com Spy × Family.

## Sinopse
A série acompanha Tista Rockwell, uma jovem que atua como assassina para um grupo religioso extremista. Após conhecer Arty, um homem que desperta suas dúvidas, Tista começa a perceber a hipocrisia dentro da organização para a qual trabalha e decide buscar uma forma de escapar desse ciclo de violência.

## Publicação
Escrita e ilustrada por Tatsuya Endo, a série começou a ser serializada na Jump Square em 2 de novembro de 2007.  A serialização foi concluída em 4 de julho de 2008. Os capítulos individuais da série foram compilados em dois volumes tankōbon.
Em junho de 2022, a Viz Media anunciou que licenciou a série para publicação em inglês.

## Recepção
Shaedhen, do Manga News, elogiou a arte e os personagens, embora tenha considerado a história pouco original. Um colunista do Manga Sanctuary também destacou a qualidade da arte, observando que, apesar da história não ser inovadora, ainda assim é agradável. Faustine Lillaz, da Planete BD, foi mais crítica, descrevendo os personagens como "estereótipos ambulantes". Apesar disso, ela também reconheceu o valor da arte.